# Sigmar Polke

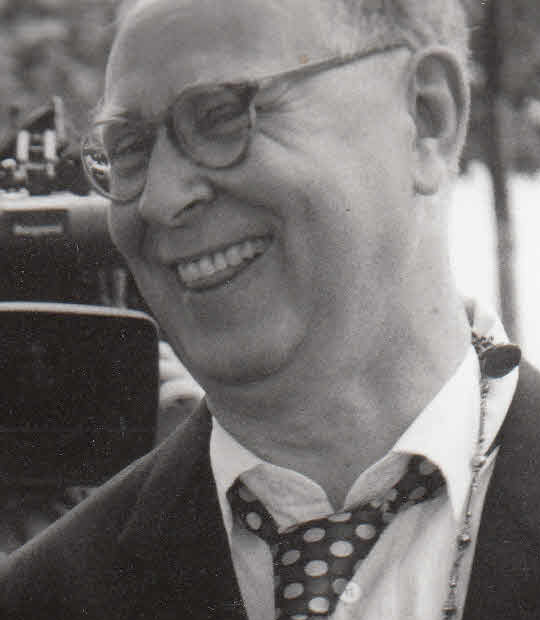
Sigmar Polke

Sigmar Polke (* 13. Februar 1941 in Oels, Niederschlesien; † 10. Juni 2010 in Köln) war ein deutscher Künstler. Sein Werk umfasst Malerei, Arbeiten auf Papier, Fotografie, Film, Objekte und Grafik. Seine Arbeitsweise zeichnete sich durch eine große Vielfalt und einen unkonventionellen und experimentellen Umgang mit Motiven und Materialien aus.

## Leben und Werk
Nach der Vertreibung der Familie 1945 aus Niederschlesien nach Thüringen floh diese 1953 aus der DDR weiter nach West-Berlin und zog schließlich nach Düsseldorf. Von 1959 bis 1960 absolvierte Polke eine Glasmaler-Lehre in Düsseldorf-Kaiserswerth. 1961 nahm er ein Studium bei Gerhard Hoehme und Karl Otto Götz an der Kunstakademie Düsseldorf auf, das er 1967 beendete.

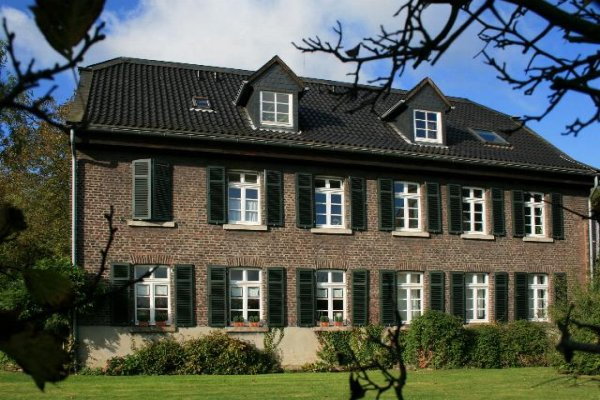
Der Gaspelshof in Willich (2009)

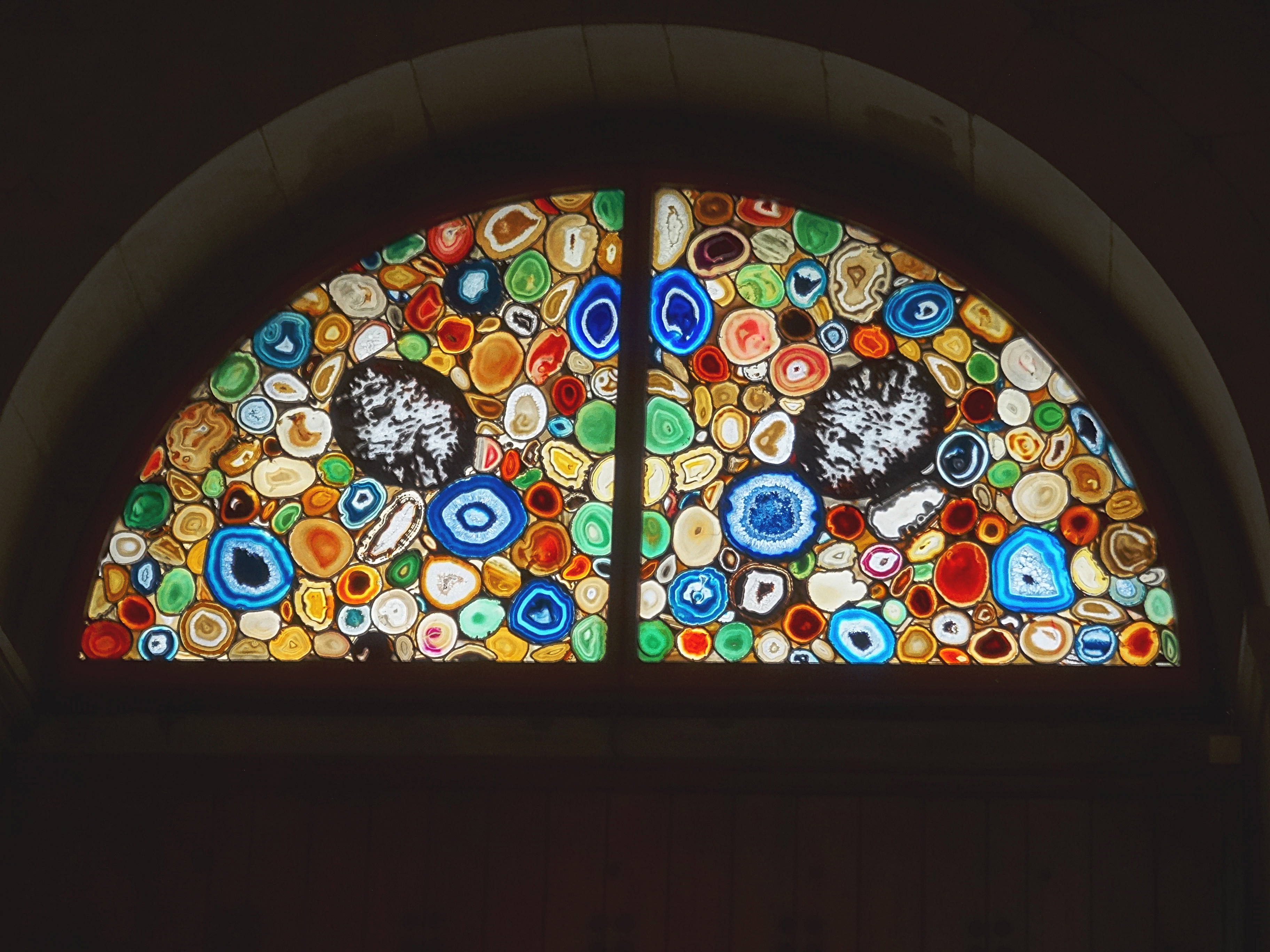
Achat-Steinschnitt Fenster im Grossmünster Zürich

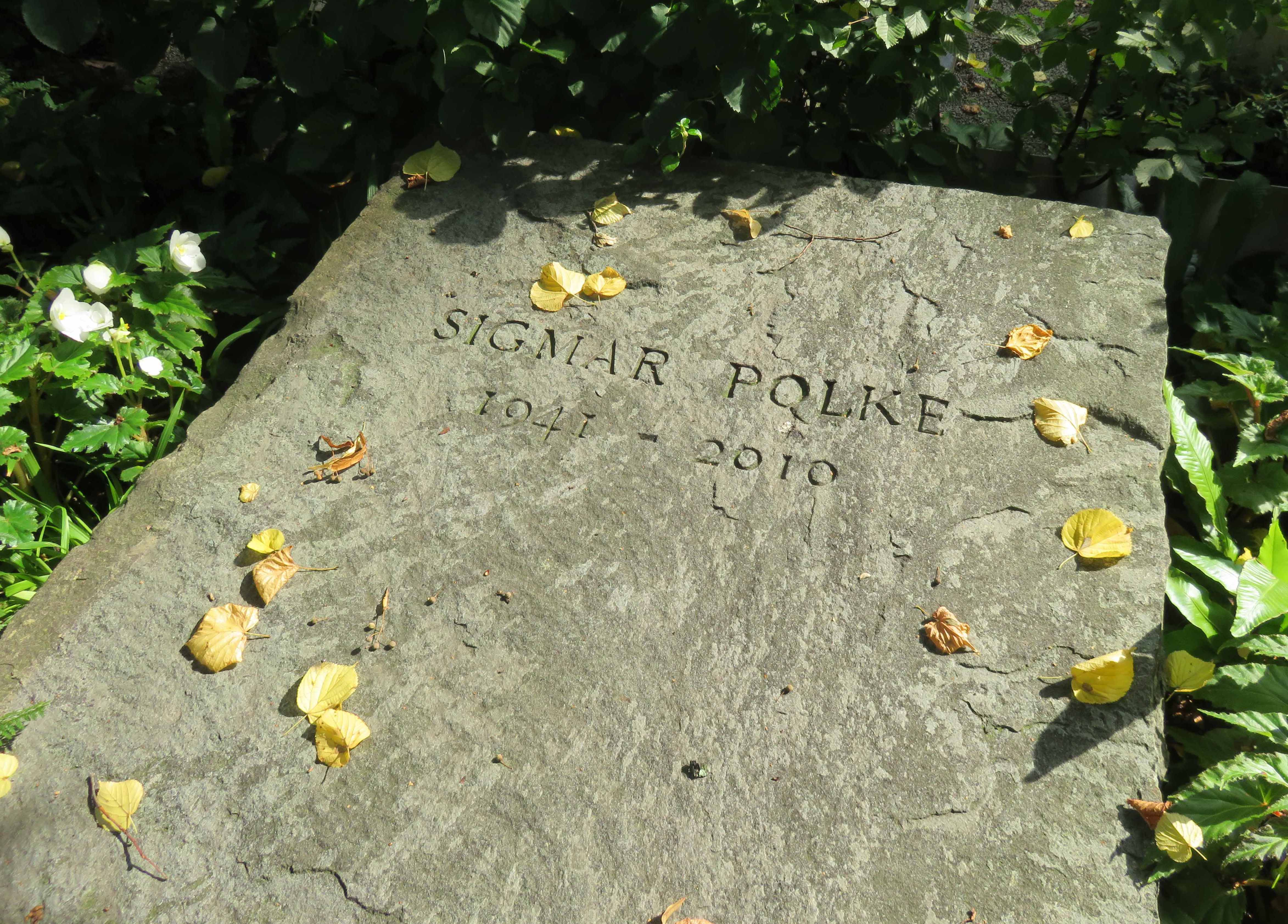
Grab von Sigmar Polke auf dem Kölner Melaten-Friedhof (2017)

1963 gründete er zusammen mit Gerhard Richter und Konrad Lueg den Kapitalistischen Realismus, einen Kunststil, der in der Konzeption und Realisation der Aktion Leben mit Pop – Eine Demonstration für den Kapitalistischen Realismus seinen Anfang nahm. Gemeinsam mit Richter, Lueg und Manfred Kuttner hatte Polke im Mai desselben Jahres auch seine erste öffentliche Ausstellung in der Kaiserstraße 31A in Düsseldorf. Von 1970 bis 1971 war er Gastprofessor an der Hochschule für bildende Künste in Hamburg und zwischen 1977 und 1991 Professor an derselben Hochschule. Polke wohnte und arbeitete ab 1972 sechs Jahre lang im Willicher Gaspelshof, wo sich zusammen mit wechselnden Künstlerfreunden und Gästen eine Art „Künstlerkommune“ herausbildete. 1978 siedelte er nach Köln über. In den Jahren 1980 bis 1981 unternahm Polke Reisen nach Südostasien, Papua-Neuguinea und Australien.
Im Jahr 1995 gestalte Polke eine Ausgabe des Süddeutsche Zeitung Magazin. Sie wird im Werkverzeichnis als offizielle Polke Edition geführt.
Seinen größten öffentlichen Auftrag erhielt Polke mit der Erneuerung der Glasfenster des Zürcher Grossmünsters, die ihm im Jahre 2006 im Rahmen eines Künstlerwettbewerbs zugesprochen wurde. Die fünf Glas- und sieben Achatfenster wurden im November 2009 fertiggestellt und der Öffentlichkeit übergeben. Auf dem Kunstmarkt wurden für seine Werke bis zu rund 27 Millionen US-Dollar gezahlt.
Polke war der jüngste Bruder des Bildhauers Wilfrid Polke und des Theologen Johannes Polke. Seine Kinder aus erster Ehe mit Karin Polke sind der Künstler Georg Polke (* 1960) und die Schauspielerin Anna Polke (* 1964). In zweiter Ehe war er mit der Künstlerin Augustina von Nagel verheiratet.
Polke starb am 10. Juni 2010 an einer Krebserkrankung.

## Anna-Polke Stiftung
2018 gründete Polkes Tochter Anna eine Stiftung zur wissenschaftlichen Erforschung des Lebenswerkes ihres Vaters.

## Auszeichnungen
- 1966: Kunstpreis der Jugend
- 1975: Preis für Malerei auf der XIII. Biennale von São Paulo
- 1982: Will-Grohmann-Preis
- 1984: Kurt-Schwitters-Preis, Niedersächsische Sparkassenstiftung, Hannover
- 1986: Großer Preis für Malerei auf der XLII. Biennale di Venezia
- 1993: Lovis-Corinth-Preis
- 1999: Wolf-Preis (Entgegennahme des Preises verweigert)[13]
- 2000: Goslarer Kaiserring
- 2001: Kulturpreis Schlesien des Landes Niedersachsen
- 2002: Künstlerpreis der Cologne Fine Art & Antiques
- 2002: Praemium Imperiale, Kategorie „Malerei“ (Japan Art Association, Tokyo)
- 2007: Rubenspreis der Stadt Siegen
- 2008: Aufnahme in die American Academy of Arts and Sciences
- 2009: Wahl zum Ehrenmitglied der American Academy of Arts and Letters[14]
- 2010: Roswitha Haftmann-Preis, für das Gesamtwerk

## Werke (Auswahl)
- 1969: Höhere Wesen befahlen: rechte obere Ecke schwarz malen! Abb. (Museum für Neue Kunst, Karlsruhe)
- 1969: Propellerfrau (Museum Trésor des Templiers, Rorschacherberg)
- 1979: Remingtons Museums-Traum ist des Besuchers Schaum (Kunstmuseum Bonn)
- 1983: Der Computer kommt
- 1983: Entartete Kunst
- 1991: Leave the Lab and enter the Office (Brooklyn Museum, New York)
- 1994: Zyklus Laterna Magica (1988–1994) (Kunstmuseum Walter, Augsburg).
- 1996: Self-Esteem Party Game, Kunststoffsiegel auf Polyestergewebe, 130 × 150 cm, Privatsammlung.
- 1998: Illusionary Reorientation, Kunststoffsiegel auf Polyestergewebe, 150 × 130 cm, Privatsammlung.
- 1998: As long as the Connections to Reality are Missing, Kunststoffsiegel auf Polyestergewebe, 150 × 130 cm, Nachlass Sigmar Polke, Köln.
- 2009: Fenster der Seitenschiffe im Grossmünster Zürich.[15]

Die europaweit größte Sammlung der Editionen von Sigmar Polke besitzt das Kölner Museum Ludwig als Schenkung des Kölner Sammlers Ulrich Reininghaus (1931–2024). Dabei handelt es sich überwiegend um Arbeiten auf Papier (Sieb- und Offsetdrucke, einfache Kopien, Fotografien, Künstlerbücher, Plakate und Einladungskarten), darunter zahlreiche Übermalungen und damit Unikate.

## Ausstellungen (Auswahl)
- 1997: Sigmar Polke. Die drei Lügen der Malerei, 7. Juni – 12. Oktober 1997 Bundeskunsthalle, Bonn[16]
- 2007: Sigmar Polke. Original und Fälschung, 8. Dezember 2007 bis 24. Februar 2008, Kunsthalle Tübingen
- 2007: Sigmar Polke – 11. Rubenspreis der Stadt Siegen. Museum für Gegenwartskunst, Siegen
- 2015: 14. März – 5. Juli 2015 Museum Ludwig, Köln (kuratiert von Barbara Engelbach)[17]
- 2014: Sigmar Polke: Alibis 1963–2010, 19. April – 3. August 2014 MoMA, New York;[18] 9. Oktober 2014 bis 8. Februar 2015 Tate Modern, London
- 2014: Polke/Richter – Richter/Polke, 25. April – 7. Juli 2014, Christie’s, Bond Street, London[19]
- 2015: Can the museum be a garden? – Works from the collection of the Serralves Museum (6. Februar bis 13. September 2015), Museu Serralves, Porto[20]
- 2015: Sigmar Polke. Annäherung an Venedig – Filme und Trabanten der Biennale 1986. Museum Abteiberg, Mönchengladbach[21]
- 2015: Alibis: Sigmar Polke. Retrospektive. Museum Ludwig, Köln[22] Katalog
- 2018: Sigmar Polke. Fotografien 70-80. Museum Morsbroich, Leverkusen, 27. Mai bis 2. September 2018
- 2018/2019: Sigmar Polke und die 1970er Jahre – Netzwerke, Experimente, Identitäten, 4. November 2018 bis 10. März 2019, Museum für Gegenwartskunst, Siegen
- 2021/22: Produktive Bildstörung. Sigmar Polke und aktuelle künstlerische Positionen, Kunsthalle Düsseldorf, kuratiert von Kathrin Barutzki und Nelly Gawellek mit Gregor Jansen
- 2023/24: Sigmar Polke. Der heimische Waldboden. Höhere Wesen befahlen: Polke zeigen!, Schinkel Pavillon (Berlin-Mitte), 12. September 2024 bis 2. Februar 2025

Gruppenausstellungen
- 2018: I’m a Believer. Pop Art und Gegenwartskunst aus dem Lenbachhaus und der KiCo Stiftung, ab 20. März 2018, Städtische Galerie im Lenbachhaus und Kunstbau München[23]
- 2019: „Die jungen Jahre der Alten Meister“: Baselitz, Richter, Polke und Kiefer, 12. April bis 18. August 2019, Sonderausstellung der Staatsgalerie Stuttgart